# مارسلینو گالوپو
مارسلینو گالوپو (انگلیسی: Marcelino Galoppo؛ زادهٔ ۱۹۷۰) بازیکن فوتبال اهل آرژانتین است.
از باشگاه‌هایی که در آن بازی کرده‌است می‌توان به باشگاه فوتبال داندی یونایتد و باشگاه فوتبال آرژانتینوس جونیورز اشاره کرد.
وی همچنین در تیم‌های ملی فوتبال زیر ۲۰ سال آرژانتین و زیر ۲۳ سال آرژانتین بازی کرده‌است.